# Миркишили, Таир Фамиль оглы
Миркишили, Таир Фамиль оглы (азерб. Mirkişili Tahir Famil oğlu, род. 7 июня 1977, Гамзали, Губадлинский район) — депутат Национального собрания Азербайджана V, VI, VII созывов. Доктор экономических наук.

## Биография
Родился в Губадлинском районе, с. Гамзали. Окончил Азербайджанский государственный экономический университет, факультет международных экономических отношений. Окончил курс «Экономика и политика» Оксфордского университета.
В 2006 году защитил докторскую диссертацию на тему: «Внешнеторговая политика Азербайджана и пути её совершенствования».
С 2000 по 2011 год являлся инженером, директором ООО «Ultra Computers».
С 2011 по 2015 год являлся главным советником, советником министра по вопросам экономики и промышленности Министерства экономического развития Азербайджана.
С 2000 года преподаёт в Азербайджанском государственном экономическом университете.
Участвовал в создании электронного правительства Азербайджана.
Автор монографии и 9 научных статей.
Депутат Национального собрания Азербайджана V, VI созыва.
Председатель Комитета Парламента по экономической политике, промышленности и предпринимательству.
Член делегации Азербайджана в Парламентской ассамблее ОБСЕ. Член Комитета по парламентскому сотрудничеству между Европейским Союзом и Азербайджаном.
Член делегации Азербайджана в Парламентской ассамблее Евронест.
Руководитель рабочей группы по межпарламентским отношениям с Австрией.
Член правления партии «Новый Азербайджан».
20 марта 2024 года Азербайджан сроком на 1 год возглавил Комитет по социальным вопросам, безработице, образованию, культуре и гражданскому обществу Парламентской ассамблеи Евронест. Таир Миркишили избран председателем данного комитета.
В 2024 году на парламентских выборах в Азербайджане, которые состоялись 1 сентября, одержал победу во II Сумгаитском избирательном округе №43. Официально стал депутатом Милли Меджлиса Азербайджана седьмого созыва, первое заседание которого состоялось 23 сентября 2024 года.

## Награды
- Медаль «Прогресс»